# Vía del Capsacosta

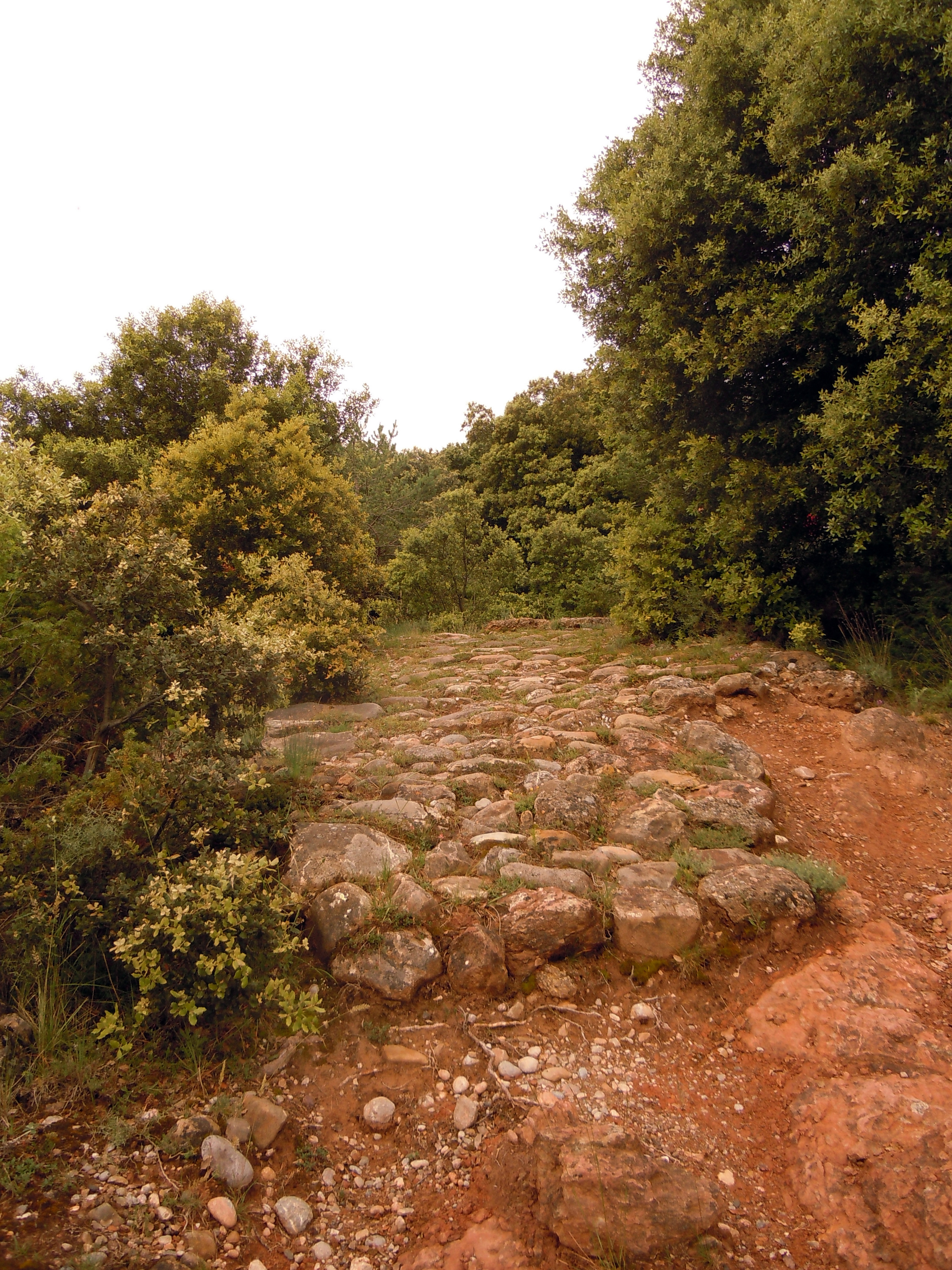
Vía romana del Capsacosta en la zona de la Garrocha

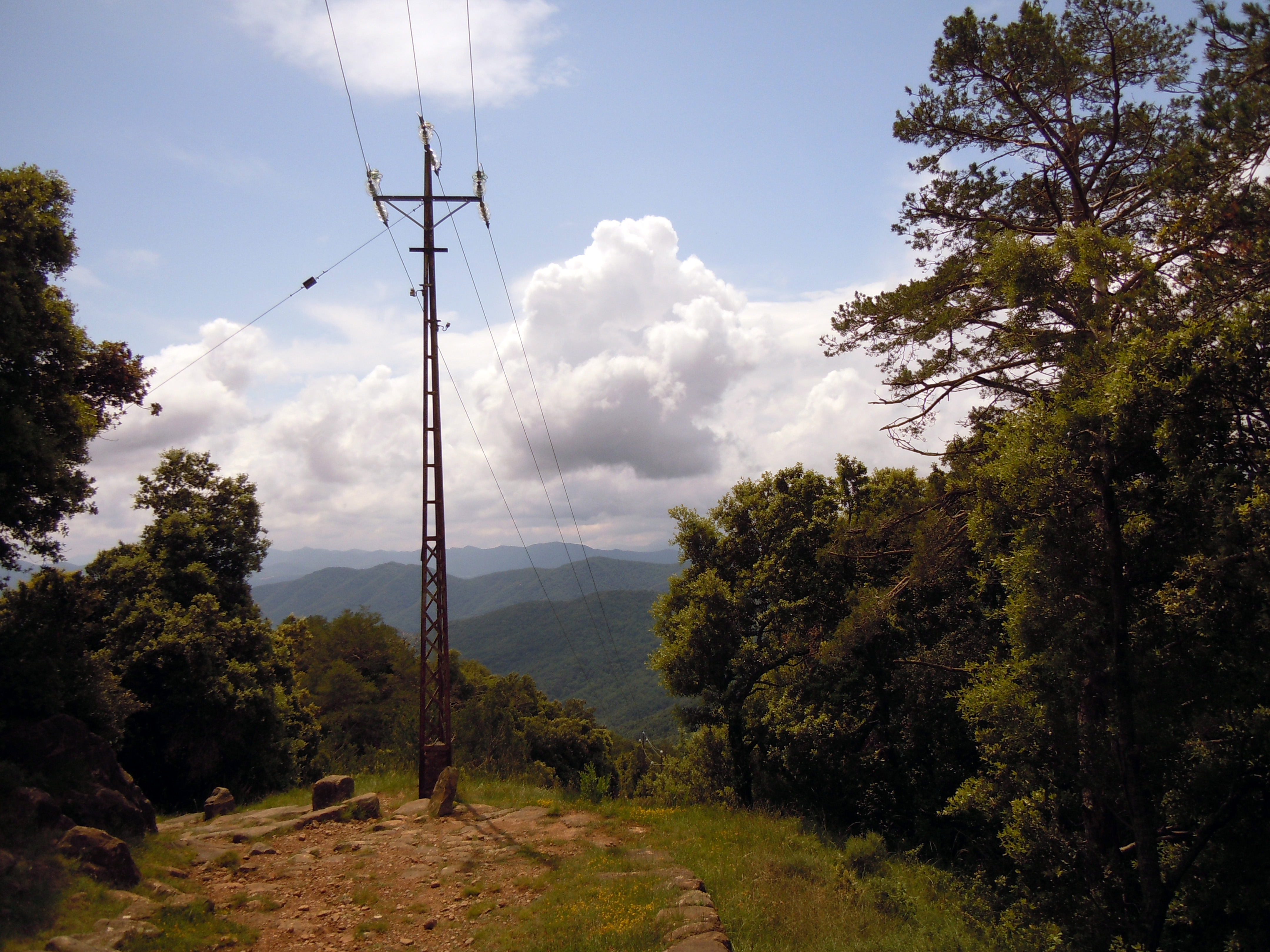
Vía romana del Capsacosta en el punto álgido entre la Garrocha y el Ripollés que le da nombre.

La Vía del Capsacosta, denominada por los romanos Vía Annia, es un antiguo camino que sirvió desde tiempos remotos de paso y comunicación natural entre las tierras de La Plana del Ampurdán, La Garrocha, El Ripollés y El Vallespir. En su origen fue una rama secundaria de la Vía Augusta, que desde Figueras se dirigía al valle de Bianya, se elevaba en Capsacosta y enlazaba con el coll d'Ares, desde donde se unía de nuevo, ya en la Galia, con la vía Domitia, continuación de la vía Augusta.
Con el mismo recorrido se fue manteniendo a lo largo de los años, pasando a ser en época medieval el Camino Real que unía el Ampurdán con el valle de Camprodon.
En época moderna continuó siendo una arteria importante para comunicar estas tierras, además de convertirse en camino de posta, hasta principios del siglo XX.
Desde el siglo XVII hasta principios del XIX jugó un papel trascendente en las diversas incursiones militares francesas.
El tramo de la Vía que todavía muestra restos del firme con una cierta continuidad y que, además, presenta algunas obras de fábrica, transcurre entre Sant Pau Vell, término municipal de San Pablo de Seguríes, y el Pas dels Traginers, en la Vall de Bianya, con una longitud total de 7,5 kilómetros.
La existencia previa de restos arquitectónicos en una longitud mínima para permitir su análisis, estudio, protección y difusión ofrece una entidad única a este tramo, razón por la que es considerado como uno de los yacimientos arqueológicos más relevantes del patrimonio cultural catalán.

## Las obras
A pesar de que las obras de ingeniería más importantes debieron hacerse en el Ampurdán, no hay rastros del camino hasta el valle de Bianya, donde empiezan a aparecer los primeros tramos de empedrado.
El tramo que nos interesa atraviesa el collado de Capsacosta entre Hostalets de Capsacosta, también conocido como Hostalets de San Salvador, una ermita cercana a San Salvador de Bianya, en la Garrocha, y la carretera moderna poco antes de llegar a San Pablo de Seguríes, en el Ripollés. En este tramo, el estado de la vía es bastante bueno. Entre Hostalets y la cresta de la carena se encuentra el tramo más espectacular. A causa de la gran pendiente, entre el 10 y el 20 por ciento, los constructores construyeron el camino de forma serpenteante, en zigzag, con fragmentos rectos y cortos sobre sólidas plataformas y muros de contención hechos con grandes piedras en seco, sin argamasa. Algunas de estas plataformas llegan a tener 4 m de altura, y algunos de los bloques, sobre todo en las plataformas de las curvas y en los guardarruedas de la parte superior, tienen 2 m de largo por 75 cm de ancho. Esto se debe a que las curvas son tan cerradas que los carros debían apoyar todo su peso en la parte exterior de las plataformas cuadradas. Estas están separadas por dos escalones de 25 cm de las partes superior e inferior del camino. En los escalones hay roderas que siguen las plataformas para que las ruedas de los carros puedan pasar y no caigan al precipicio, con el consiguiente desgaste después de veinte siglos. La curva es tan cerrada porque los carros pueden girar sobre una de las ruedas.
En este tramo de gran pendiente, la anchura de la vía es uniforme, de unos 555 cm por el exterior de los márgenes y 430 cm por el interior, con forma de arco para que las aguas evacuen hacia los lados. En la parte de montaña hay una cuneta de unos 40 cm de anchura para conducir el agua de lluvia hasta las curvas, donde se derramaba por el lado de la montaña. En cada tramo se inicia una nueva cuneta de desagüe hasta la curva siguiente. Se conservan todavía dos desagües que pasan por debajo del camino para evacuar las aguas donde el tramo es muy largo, y que salen por la parte baja de la pared de contención. En los tramos donde la pared de contención es muy alta, hay pilones guardarruedas de piedra, de 50 a 75 cm de altura, separados entre sí unos dos metros.
En la parte alta, el camino no es tan empinado, y aunque se han destruido unos 600 m se puede observar el resto, de unos 300 cm de anchura, formado por dos hileras de piedras cuadradas o rectangulares, bien cortadas, en los lados exteriores. En el interior, las piedras eran más pequeñas y de tamaño regular, aunque en su mayor parte han desaparecido.
Sólo hay dos caminos en Cataluña de similares características, el del collado de Parpers, que comunicaba Caldes de Montbui (Aquae Calidae) y la Vía Augusta con la vía de la costa por Mataró, y la que comunicaba la Vía Augusta con el Camino de Ampurias, en torno a las localidades de Gaüses, Rupiá y Corsá.
Todos los bloques son de lugares cercanos, aunque no se han encontrado las canteras de procedencia del material.
La vía se estuvo usando hasta que entre 1926 y 1927 se construyó la carretera C-153 y se dejó únicamente como camino ganadero. Cuando entre 1992 y 1994 se construyeron los túneles de Capsacosta, la concesionaria, obligada a invertir el 1 por ciento en bienes culturales, reparó algunos tramos del camino.